# وین براون (بازیکن فوتبال، زاده اوت ۱۹۷۷)
وین براون (انگلیسی: Wayne Brown؛ زادهٔ ۲۰ اوت ۱۹۷۷) بازیکن فوتبال اهل بریتانیا است.
از باشگاه‌هایی که در آن بازی کرده‌است می‌توان به باشگاه فوتبال کویینز پارک رنجرز، باشگاه فوتبال پرستون نورث اند، باشگاه فوتبال کولچستر یونایتد، باشگاه فوتبال هال سیتی، باشگاه فوتبال گیلینگام، باشگاه فوتبال بری تاون، باشگاه فوتبال ایپسویچ تاون، باشگاه فوتبال ویمبلدون، باشگاه فوتبال واتفورد، و باشگاه فوتبال لستر سیتی اشاره کرد.